# Подвижный вперёд ствол и неподвижный затвор
Подвижный вперёд ствол и неподвижный затвор — вид технической работы автоматики огнестрельного оружия, где давление газов на ствол и пулю, и трение их в стволе, двигает его вперед.
Для правильной работы этот механизм требует частичной отдачи после произведенного выстрела. По причине компенсации отдачи движущихся назад частей орудия, реактивным движением вперёд остальных его частей (снаряд, пороховые газы, ствол, сжимающаяся возвратная пружина), имеющий уменьшенный инерционный импульс движущихся назад его частей. Вместе с ростом инерционного импульса деталей орудия движущихся вперед, пропорционально снижается инерционный импульс его деталей движущихся назад, отталкивающихся в канале ствола от сжимаемых там горящих пороховых газов. Сжимающаяся пружина ствола при перезарядке действует на ствольную коробку как упругий амортизатор, толкающий её по направлению вперед, а дно гильзы патрона — толкает ствольную коробку в противоположном направлении. Из-за этого все орудие может иметь меньшую силу отдачи назад при выстреле и меньший толчок его дула по направлению вверх, по сравнению с другими видами автоматического оружия. Основными подвижными частями автоматики перезарядки являются ствол и пружина. Работу автоматики можно описать следующим образом — это отдача и движение ствола вперед.
Оружие с таким действием автоматики уникально и интересно. Его производством занимались как на первых этапах создания самозарядного оружия (когда оружейники экспериментировали с различными типами работы автоматики), так и в современное время. Но из-за ограниченности технологий прошлого, в которых свободные затворы и системы, основанные на принципе короткого отхода ствола, оказались более дешёвыми, эффективными и простыми, такой тип оружия производился довольно редко.

## Примеры
Первым подобным оружием является пистолет Манлихера обр. 1894 года. Также подобный принцип автоматики были использованы и в другом оружия, например:
- Автомат Нестерова
- Автомат SIG AK53
- Автоматический гранатомет Howa Type 96
- Автоматический гранатомет Mk 20 Mod 0
- Винтовка Röchling Volksgewehr
- Карабин Röchling Volkssturmkarabiner
- Ружьё Pancor Jackhammer
- Пистолет Hino Komuro M1908

- Пистолет Schwarzlose Model 1908
- Пистолет Semmerling LM4